# Ayatollah
Cet article concerne le titre religieux. Pour l’acteur ivoirien surnommé « Ayatollah », voir Djessan Ayateau.

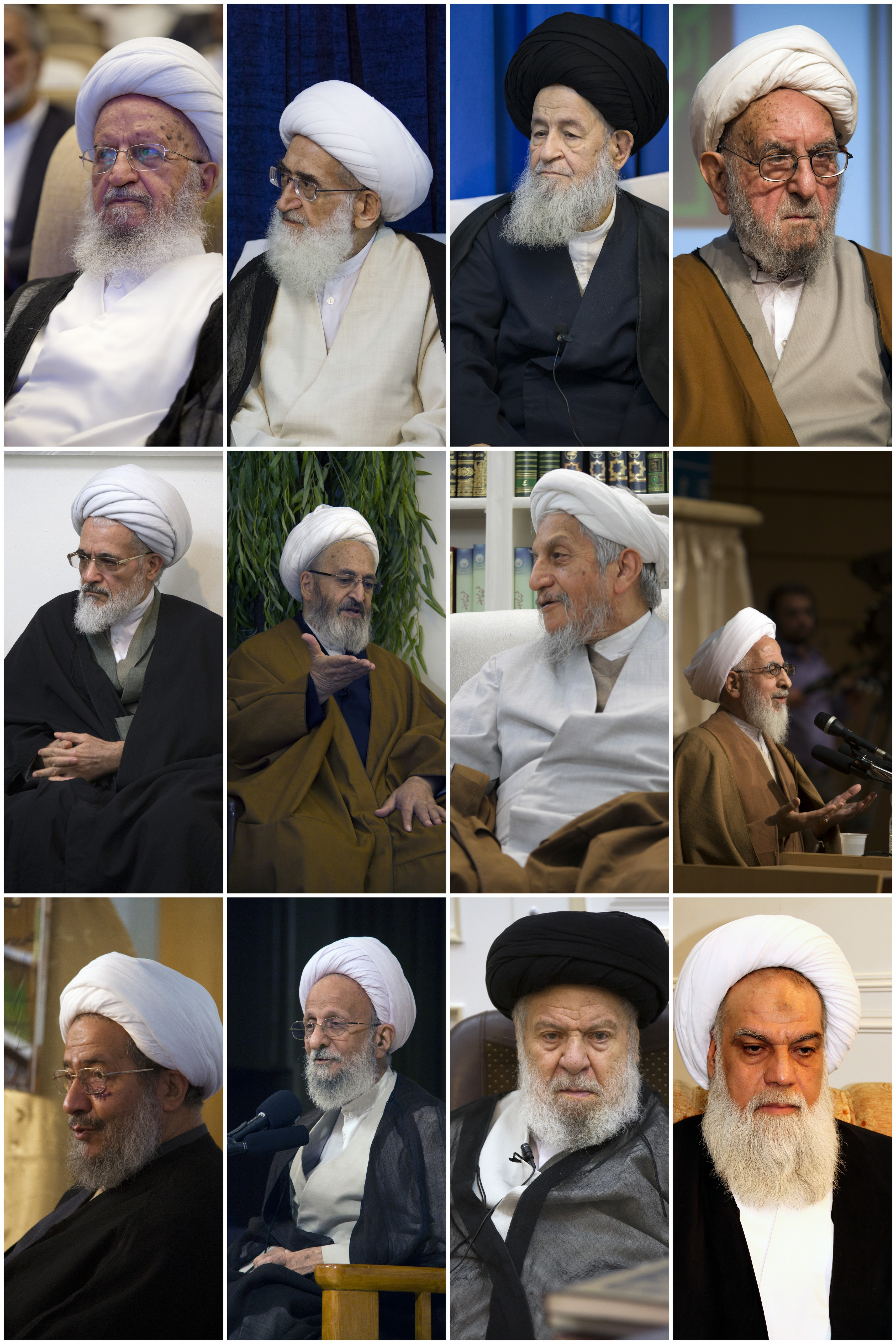
1re ligne : Nasser Makarem Shirazi • Hossein Noori Hamedani • Seyed Mohammad Ali Hosseini Alavi Gorgani • Ibrahim Amini
2e ligne : Asadollah Bayat-Zanjani • Ja'far Sobhani • Youssef Saanei • Abdollah Javadi-Amoli
3e ligne : Morteza Moghtadai • Mohammad-Taqi Mesbah Yazdi • Abdul-Karim Mousavi Ardebili • Khalil Mobasher Kashani

Un ayatollah (en arabe : آية الله ou en persan : آیت‌الله, signifiant « signe de Dieu ») est l'un des titres les plus élevés décerné à un membre du clergé chiite (mollah). Contrairement au clergé sunnite, le clergé chiite est très hiérarchisé.
Les ayatollahs sont les chefs et les docteurs considérés comme des experts de l'islam dans les domaines de la jurisprudence, de l'éthique, de la philosophie ou du mysticisme. Ils enseignent la plupart du temps dans des écoles (hawza) islamiques.
Le plus haut grade régissant la hiérarchie des ayatollahs est celui de marja, pour lequel le titre porté est celui de « grand ayatollah ».
Certains ayatollahs portent des turbans noirs (surtout dans les mondes arabe et persan) ou verts, ce qui indique leur position de sayyid, autrement dit de descendant de Mahomet par sa fille Fatima, épouse d'Ali, le premier imam dans le chiisme duodécimain. Les autres ayatollahs portent traditionnellement un turban blanc.
Dans la langue française courante, le terme est également employé pour désigner une personne particulièrement intransigeante sur un sujet précis. « Ayatollah » est également le surnom de l’homme d’État comorien Ahmed Abdallah Mohamed Sambi.

## Origine
La plus ancienne mention connue de ce titre est celle d' Ibn Allamah Al-Hilli , mais il n'était pas vraiment en usage avant le siècle dernier. Il semble que ce soit lorsque les adeptes de l’école Usili ont assis leur domination par rapport à la branche duodécimaine et voyaient la quasi-disparition de l'école akhbariste, que le titre a été popularisé par les Usulis, sans doute dans le but de promouvoir le statut de leur clergé.
Mirza Ali Aqa Tabrizi a été le premier à Nadjaf à utiliser le terme ayatollah pour ceux qui furent source d'inspiration, notamment à propos d'Akhund Khurasani, afin de les distinguer des clercs de rang inférieur à Téhéran. Pendant la Révolution constitutionnelle persane, Hamid Algar considère que ce titre est probablement entré dans l'usage général parce qu'il était le « résultat indirect de la réforme et du renforcement de l'institution religieuse à Qom ». Pour cet auteur, il se peut que le premier à avoir porté ce titre ait été Abdolkarim Haeri Yazdi, le fondateur du séminaire de Qom.

## Ayatollahs célèbres
Ce tableau présente une liste non-exhaustive des Ayatollahs, ne sont pas répertoriés ici les marja-e taqlid qui ont le titre de « grands ayatollahs ».

### Vivants
| Image | Nom                           | Date de naissance |
| ----- | ----------------------------- | ----------------- |
|       | Ahmad Jannati                 | 23 février 1927   |
|       | Mohammad Ali Movahedi-Kermani | 1931 ou 1932      |
|       | Hashem Hashemzadeh Herisi     | 1938              |
|       | Mohammad Mousavi Khoeiniha    | 1942              |
|       | Mujtaba Hussaini Shirazi      | 6 août 1943       |
|       | Mostafa Mohaghegh Damad       | 1945              |
|       | Ibraheem Yaqoub Zakzaky       | 5 mai 1953        |
|       | Mahmoud Alavi                 | 4 mai 1954        |
|       | Sadeq Larijani                | 12 mars 1961      |
|       | Abbas Tabrizian               | 1962              |
|       | Reza Ramezani                 | 1963              |
|       | Mojtaba Khamenei              | 8 septembre 1969  |

### Décédés
par date de décès
| Image | Nom                          | Date de naissance | Date de décès     |
| ----- | ---------------------------- | ----------------- | ----------------- |
|       | Mohammad Aghazadeh Khorasani | 1877              | 1937              |
|       | Moussa Sader                 | 4 juin 1928       | 31 août 1978      |
|       | Mahmoud Taleghani            | 5 mars 1911       | 9 septembre 1979  |
|       | Mohammad Mousavi Khoeiniha   | 24 octobre 1928   | 28 juin 1981      |
|       | Ata'ollah Ashrafi Esfahani   | 1902              | 15 octobre 1982   |
|       | Sadeq Khalkhali              | 27 juillet 1926   | 26 novembre 2003  |
|       | Ali Meshkini                 | 2 décembre 1921   | 30 juillet 2007   |
|       | Mohammad Mohammadi Gilani    | 31 août 1928      | 9 juillet 2014    |
|       | Mohammad Reza Mahdavi-Kani   | 6 août 1931       | 21 octobre 2014   |
|       | Nimr Baqr al-Nimr            | 21 juin 1959      | 2 janvier 2016    |
|       | Hachemi Rafsandjani          | 25 août 1934      | 8 janvier 2017    |
|       | Mahmoud Hashemi Shahroudi    | 15 août 1948      | 24 décembre 2018  |
|       | Hadi Khosroshahi             | 1939              | 27 février 2020   |
|       | Hachem Bathaie Golpayegani   | 1941              | 16 mars 2020      |
|       | Ibrahim Amini                | 30 juin 1925      | 24 avril 2020     |
|       | Mohammad Yazdi               | 2 juillet 1931    | 9 décembre 2020   |
|       | Mohammad-Taqi Mesbah Yazdi   | 31 janvier 1935   | 1er janvier 2021  |
|       | Hassan Hasanzadeh Amoli      | 10 février 1929   | 25 septembre 2021 |
|       | Mohammad Reyshahri           | 29 octobre 1946   | 21 mars 2022      |
|       | Abbas-Ali Soleimani          | 25 mai 1947       | 26 avril 2023     |
|       | Ebrahim Raïssi               | 14 décembre 1960  | 19 mai 2024       |
|       | Fazil Hosseini Milani        | 30 mai 1944       | 2 septembre 2024  |